# St. Bernard
St. Bernard è un villaggio degli Stati Uniti d'America, situato nello stato dell'Ohio, nella contea di Hamilton.